# Choley Yeshe Ngodub
Choley Yeshe Ngodub (1851-1917) a été roi du Bhoutan entre 1903 et 1905.